# Namyang-eup
Namyang-eup (koreanska: 남양읍) är en köping i den nordvästra delen av Sydkorea,  40 km sydväst om huvudstaden Seoul. Den ligger i kommunen Hwaseong i provinsen Gyeonggi. Namyang-eup hade mellan 2001 och 2014 status som stadsdel i Hwaseong och benämndes då Namyang-dong.